# الیور وود (فیلمبردار)
اُلیور وود انگلیسی: Oliver Wood؛ ۱ ژانویه ۲۰۰۰ - ۱۳ فوریهٔ ۲۰۲۳) فیلم‌بردار اهل کشور بریتانیا بود.

## تعدادی از آثار (به عنوان فیلمبردار)
- جان‌سخت ۲
- سفر وحشیانه بیل و تد
- ترمینال سرعت
- قطعه موسیقی آقای هولاند
- تغییر چهره
- یو-۵۷۱
- هویت بورن
- ماجراهای پلوتو نش
- برتری بورن
- اسکوبی-دو ۲
- چهار شگفت‌انگیز
- اولتیماتوم بورن
- بدل‌ها
- اون‌یکی‌ها
- خانه امن
- گوینده ۲: افسانه ادامه دارد
- بن هور